# Taupō District
Der Taupō District ist eine größtenteils zur Region Waikato zählende Verwaltungseinheit in Neuseeland. Der Rat des Distrikts, Taupō District Council (Distriktrat) genannt, hat seinen Sitz in der Stadt Taupō, ebenso wie die Verwaltung des Distrikts.

## Geographie

### Geographische Lage
Der Distrikt ist mit 6334 km² reiner Landfläche der größte Distrikt in der Region Waikato. Mit 32.907 im Jahr 2013 gezählten Einwohnern kommt der Distrikt auf eine Bevölkerungsdichte von 5,2 Einwohner pro km² und ist damit der Distrikt mit der drittgeringsten Bevölkerungsdichte in der Region.
Der Taupō District erstreckt sich über vier Regionen des Landes. Der größte Teil des Distrikts liegt in der Region Waikato, während ein westlich kleinerer nordöstlicher Bereich zur Region Bay of Plenty zählt und ein zweiter ähnlich großer Teil im Südosten zur Region Hawke’s Bay gehört. Ein ganz kleiner Zipfel der Region Manawatū-Whanganui ragt im Südwesten in den Taupō District hinein.
Westlich grenzen die Distrikte Otorohanga, Waitomo und Ruapehu an, letzterer auch im Süden. Im Norden tun dies die Distrikte South Waikato und Rotorua Lakes, im Nordosten der Whakatāne District und im Südosten die Distrikte Hastings und Rangitikei.
Große Teile des Taupō District liegen in einer Landschaft, die allgemein als Central Volcanic Plateau bezeichnet wird, wobei geologisch gesehen der gesamte Distrikt zur Taupō Volcanic Zone gehört. Der Lake Taupō, in der Mitte des Distrikts liegend, bestimmt mit seiner Größe von 622 km² nicht nur die Landschaft des Distrikts, sondern ist auch der größte See Neuseelands. Die den See umgebenden Berge bilden den Kraterrand des einst größten Vulkan des Landes, dem Taupō.
Der Waikato River, als längster Fluss Neuseelands bekannt, entspringt als Upper Waikato Stream an der Ostseite des Mount Ruapehu, fließt wenig später als Togariro River in den Lake Taupō, um dann als einziger aus Abfluss des Sees zum Waikato River zu werden.
Die beiden Städte Taupō und Tūrangi stellen mit rund 21.300 und 3250 Einwohnern die mit Abstand größten Ansiedlungen im Distrikt dar.

### Klima
Die klimatischen Bedingungen im Taupō District können nicht unterschiedlicher sein. Während im südlichen Teil, der witterungsbedingt von den Vulkanen Mount Ruapehu, Mount Ngauruhoe und Mount Tongariro sowie dem Rangipo Desert geprägt ist, Jahresniederschlagsmengen bis über 2000 mm erwartet werden können, sind nördlich und östlich des Lake Taupō lediglich Mengen zwischen 1000 und 1100 mm anzutreffen. Die Tagestemperaturen im Sommer können je nach Höhenlagen stark schwanken. In dem Gebiet um den Lake Taupō liegen die Tagestemperaturen im Sommer zwischen 21 °C und 33 °C, im Winter zwischen 5 °C und 20 °C. Fröste sind häufiger möglich. Die Sonnenscheinstunden pro Jahr liegen im Nordosten des Distrikts bei etwas unter 2000 Stunden und nehmen in Richtung Südwesten rapide bis auf 1700 Stunden ab.

## Bevölkerung

### Bevölkerungsentwicklung
Von den 32.907 Einwohnern des Distrikts waren 2013 9030 Einwohner Māori-stämmig (27,4 %). Damit lebten 1,5 % der Māori-Bevölkerung des Landes im Taupō District. Das durchschnittliche Einkommen in der Bevölkerung lag 2013 bei 28.200 NZ$ gegenüber 28.500 NZ$ im Landesdurchschnitt.

### Herkunft und Sprachen
Die Frage nach der Zugehörigkeit einer ethnischen Gruppe beantworteten in der Volkszählung 2013 76,9 % mit Europäer zu sein, 29,0 % gaben an Māori-Wurzeln zu haben, 2,7 % kamen von den Inseln des pazifischen Raums und 3,5 % stammten aus Asien (Mehrfachnennungen waren möglich). 15,5 % der Bevölkerung gab an in Übersee geboren zu sein und 8,0 % der Bevölkerung sprachen Māori, unter den Māori 25,5 %.

## Politik

### Verwaltung
Der Taupō District ist seinerseits noch einmal in fünf Wards eingeteilt, dem Taupō Ward mit sieben Councillors (Ratsmitgliedern), dem Te Papamārearea Māori Ward mit zwei Councillors und mit je einem Councillor für den Turangi-Tongariro Ward, dem Mangakino Ward und dem Taupō East Rural Ward. Zusammen mit dem Mayor (Bürgermeister) bilden sie den District Council (Distriktsrat). Der Bürgermeister und die 12 Ratsmitglieder werden alle drei Jahre neu gewählt.

### Städtepartnerschaften
Der Taupō District pflegt drei Städtepartnerschaften:
- Suzhou, China
- Nouméa, Neukaledonien
- Hakone, Japan

## Wirtschaft
Zu den bedeutendsten Wirtschaftszweigen des Distriktes zählen die Geothermie, Forstwirtschaft, Landwirtschaft, Aquakulturen und der Tourismus. Um die Wirtschaftszweige zu entwickeln, wurden verschiedene Gesellschaften gegründet.

## Infrastruktur

### Verkehr
Verkehrstechnisch angebunden ist der Taupō District durch die New Zealand State Highways 1 und 32, die beide in Nord-Süd-Richtung den Distrikt durchqueren und der SH1 östlich sowie der SH32 westlich den Lake Taupō passieren. Im Norden des Distrikts stellt der State Highway 30 eine Verbindung nach Westen her, östlich tut dies der State Highway 5 in Richtung Hawke’s Bay und im Süden verzweigen die State Highways 46 und 47 in Richtung Südwesten.